# Joséphine Wery
Joséphine Wery est une botaniste et archéologue belge issue de l'Université libre de Bruxelles (ULB). Elle est née le 4 juillet 1879 à Molenbeek Saint-Jean et décédée le 4 décembre 1954 à Bruxelles. Au début du XXe siècle, elle fait partie des premières femmes qui ont commencé une carrière dans l'enseignement et ont poursuivi leurs études à l'université en Belgique.

## Biographie
Joséphine Wery est d'abord professeure du cycle inférieur du secondaire à partir de 1900 avant de commencer ses études universitaires de botanique à l'ULB en 1902. Elle quitte l'université en 1906 et obtient ensuite un poste permanent de professeur de sciences dans une école pour filles de Bruxelles. En 1908, elle épouse le Dr Henri Schouteden, qui deviendra un entomologiste et zoologiste de renom. Joséphine Wéry poursuit ses recherches après les années passées à l'université et a publié trois articles scientifiques et deux livres de vulgarisation scientifique entre 1904 et 1920. Elle participe notamment à une mission scientifique dirigée par son mari au Congo belge en 1920-1921,.